# John Uelses

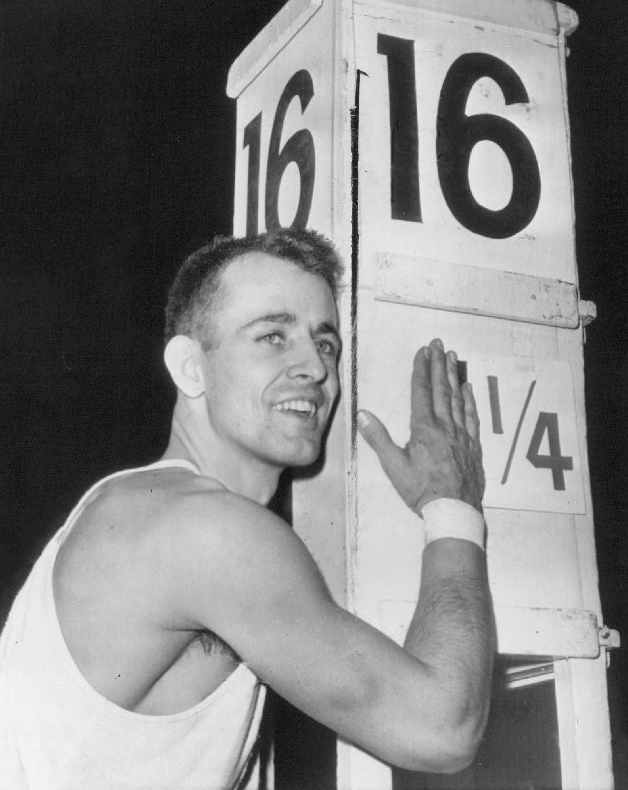
John Uelses bei den Millrose Games 1962

John Uelses (* 14. Juli 1937 in Berlin, Deutsches Reich, als Hans Joachim Feigenbaum; † 15. Dezember 2022 in San Diego, Kalifornien, Vereinigte Staaten) war ein US-amerikanischer Stabhochspringer.

## Leben
Nachdem sein Vater im Zweiten Weltkrieg gefallen war, schickte seine Mutter ihn im Alter von zwölf Jahren zu seiner in Florida lebenden Großtante. 1952 wurde er adoptiert und nahm den Namen seiner Großtante an.
Uelses war einer der ersten Athleten, die Kunststoffstäbe verwendeten. In der Hallensaison 1962 verbesserte sich Uelses über die Hallenweltbestleistungen von 4,83 m am 27. Januar 1962 in Washington und 4,88 m am 2. Februar in New York City auf 4,89 m am 3. Februar in Boston. Der Freiluftweltrekord von George Davies stand seit 1961 bei 4,83 m. Am 31. März 1962 stellte Uelses in Santa Barbara mit 4,89 m einen neuen Weltrekord auf, Zweiter dieses Wettkampfs war Dave Tork vor George Davies. Tork verbesserte den Weltrekord am 28. April 1962 auf 4,93 m.
Uelses war 1963 mit der Nationalmannschaft der Vereinigten Staaten auf einer Europatournee, bei der er den Länderkampf in Moskau mit 4,90 m gewann und bei drei weiteren Starts jeweils Zweiter hinter seinem Landsmann John Pennel wurde. 1964 wurde er US-Hallenmeister. In der Freiluftsaison 1964 wurde Uelses für die La Salle University in Philadelphia startend NCAA-Meister.

## Persönliche Bestleistungen
- Stabhochsprung: 4,95 m, 26. Juli 1963, Warschau
  - Halle: 4,99 m, 14. März 1964, Cleveland